# علية الملك
عُلِيَّة الملك هي بلدة تقع في مقاطعة طليطلة، قشتالة والمنشف في إسبانيا. بلغ عدد سكان البلدية 6656 نسمة اعتبارًا من 2009.